# Port au Port East
Port au Port East is een gemeente (town) in de Canadese provincie Newfoundland en Labrador. De gemeente ligt aan de westkust van het eiland Newfoundland, bij het schiereiland Port au Port.

## Geschiedenis
Historisch stond de plaats bekend als Berry Head. In 1952 werd het een gemeente met de status van local government community (LGC). In 1980 werden LGC's op basis van The Municipalities Act als bestuursvorm afgeschaft, waarop Berry Head automatisch een community werd. In 1986 werd de naam van de gemeente veranderd in Port au Port East en via een algemene wet verkreeg de gemeente in 1996 uiteindelijk het statuut van town.

## Geografie
Port au Port East ligt net ten oosten van het schiereiland Port au Port, aan de istmus ervan. Aan de overkant van deze istmus ligt de gemeente Port au Port West-Aguathuna-Felix Cove. 
De gemeente heeft vanwege haar ligging zowel in het zuiden (aan St. George's Bay) als in het westen (aan Port au Port Bay) een kuststrook.
De bewoning van de gemeente is geconcentreerd in het dorp Port au Port, dat aan de istmus gelegen is. De rest van de inwoners woont langsheen de twee provinciebanen die langsheen beide kuststroken lopen (Route 460 en Route 462).

## Demografie
Demografisch gezien is Port au Port East, net zoals de meeste kleine gemeenten in de provincie, aan het krimpen. Tussen 1991 en 2021 daalde de bevolkingsomvang van 775 naar 542. Dat komt neer op een daling van 233 inwoners (-30%) in dertig jaar tijd.
| Jaar | Aantal inwoners | Verschil |
| ---- | --------------- | -------- |
| 1991 | 775             | –        |
| 1996 | 707             | -8,8%    |
| 2001 | 642             | -9,2%    |
| 2006 | 608             | -5,3%    |
| 2011 | 598             | -1,6%    |
| 2016 | 579             | -3,2%    |
| 2021 | 542             | -6,4%    |

De regio van Port au Port is een van de enige gebieden in de provincie met een aanzienlijke Franstalige minderheid. In Port au Port East zelf zijn 25 mensen (4,3%) het Frans machtig, waarvan vijf (0,9%) de taal als moedertaal spreken (2016).